# Protoribates fallax
Protoribates fallax är en kvalsterart som först beskrevs av Kulijev 1968.  Protoribates fallax ingår i släktet Protoribates och familjen Protoribatidae. Inga underarter finns listade i Catalogue of Life.